# 巴列斯新镇
巴列斯新镇，是西班牙加泰罗尼亚巴塞罗那省的一个市镇。总面积16平方公里，总人口5152人（2013年），人口密度339人/平方公里。